# Barrett Carter
Barrett Carter (Suwanee, 23 ottobre 2002) è un giocatore di football americano statunitense che milita nel ruolo di linebacker per i Cincinnati Bengals della National Football League (NFL).

## Carriera universitaria
Nella sua prima stagione a Clemson nel 2021, Carter disputò 12 partite. . Iniziò la sua seconda stagione come titolare e chiuse con 73 tackle con 5,5 sack. Nel 2023 fu inserito nella seconda formazione ideale dell’Atlantic Coast Conference (ACC) dopo 72 tackle e 3,5 sack. Nel 2024 fu inserito nella formazione ideale della ACC dopo avere messo a segno 82 placcaggi e 3,5 sack.

## Carriera professionistica

### Cincinnati Bengals
Carter fu scelto nel corso del quarto giro (119º assoluto) del Draft NFL 2025 dai Cincinnati Bengals.